# Zweden op het Eurovisiesongfestival 1983
Melodifestivalen 1983 was de tweeëntwintigste editie van de liedjeswedstrijd die de Zweedse deelnemer voor het Eurovisiesongfestival oplevert. De winnaar werd bepaald door de regionale jury's.

## Uitslag
| Nr. | Artiest                          | Liedje                         | Schrijver van het liedje                       | Punten | Plaats |
| --- | -------------------------------- | ------------------------------ | ---------------------------------------------- | ------ | ------ |
| 1   | Ritz                             | Marionett                      | Monica Forsberg, Peter Wanngren                | 34     | 4e     |
| 2   | Kerstin Dahlberg                 | Här är min sång till dig       | Olle Bergman, Claes Bure                       | -      | -      |
| 3   | Karin Glenmark                   | Se                             | Östen Warnerbring                              | 37     | 3e     |
| 4   | Kikki Danielsson                 | Varför är kärleken röd         | Torgny Söderberg                               | 45     | 2e     |
| 5   | Peter Lundblad & Agneta Olsson   | Vill du ha mig efter gryningen | Peter Lundblad, Agneta Olsson                  | -      | -      |
| 6   | Karina Rydberg                   | Nu börjar mitt liv             | Peter Himmelstrand                             | -      | -      |
| 7   | Ann-Louise Hanson & John Ballard | Bara en enda gång              | Ingela 'Pling' Forsman, Anders Glenmark        | 27     | 5e     |
| 8   | Maria Wickman                    | Okej, jag ger mig              | Anders Hall, Johan Nordlander, Henrik Wikström | -      | -      |
| 9   | Nils-Åke Runesson                | Värmen som du gav              | Nils-Åke Runesson, Lennart Kristensson         | -      | -      |
| 10  | Carola Häggkvist                 | Främling                       | Lasse Holm, Monica Forsberg                    | 88     | 1ste   |

## Jurering
| Artiest                | Luleå | Norrköping | Umeå) | Karlstad | Falun | Göteborg | Sundsvall | Växjö | Örebro | Stockholm | Malmö | Totaal |
| ---------------------- | ----- | ---------- | ----- | -------- | ----- | -------- | --------- | ----- | ------ | --------- | ----- | ------ |
| Marionett              | 1     | 4          | 2     | 2        | 4     | 6        | 2         | 6     | 1      | 4         | 2     | 34     |
| Se                     | 6     | 2          | 4     | 1        | 6     | 4        | 4         | 1     | 2      | 1         | 6     | 37     |
| Varför är kärleken röd | 4     | 6          | 6     | 6        | 2     | 2        | 6         | 2     | 4      | 6         | 1     | 45     |
| Bara en enda gång      | 2     | 1          | 1     | 4        | 1     | 1        | 1         | 4     | 6      | 2         | 4     | 27     |
| Främling               | 8     | 8          | 8     | 8        | 8     | 8        | 8         | 8     | 8      | 8         | 8     | 88     |

## In München
In München moest Zweden optreden als 4de, na Verenigd Koninkrijk en voor Italië. Aan het einde van de puntentelling was Zweden 3de geworden met een totaal van 126 punten. Men kreeg 2 keer het maximum van de punten. Men ontving van Nederland 3 en België 5 punten.

### Gekregen punten

#### Finale
| 12 punten               | 10 punten                            | 8 punten                                             | 7 punten           | 6 punten      |
| ----------------------- | ------------------------------------ | ---------------------------------------------------- | ------------------ | ------------- |
| - Duitsland - Noorwegen | - Denemarken - Finland - Griekenland | - Israël - Italië - Oostenrijk - Verenigd Koninkrijk | - Cyprus - Turkije | - Frankrijk   |
| 5 punten                | 4 punten                             | 3 punten                                             | 2 punten           | 1 punt        |
| - België - Zwitserland  | - Portugal                           | - Nederland                                          | - Spanje           | - Joegoslavië |

### Punten gegeven door Zweden

#### Finale
Punten gegeven in de finale:
| 12 punten | Verenigd Koninkrijk |
| 10 punten | Luxemburg           |
| 8 punten  | Duitsland           |
| 7 punten  | Denemarken          |
| 6 punten  | Nederland           |
| 5 punten  | Israël              |
| 4 punten  | Oostenrijk          |
| 3 punten  | Noorwegen           |
| 2 punten  | Italië              |
| 1 punt    | Portugal            |